# Далматские войны
Далматские войны — военная история Далмации.

## Античность
До начала столкновений римлян с иллирийцами история Далмации почти неизвестна. Первая экспедиция против далматинцев, предпринятая консулом Оригулой в 168 году до н. э., закончилась в 156 году до н. э., утвердив господство римлян в Далмации.
В 78 году до н. э. восстание заставило римский сенат снова занять мятежную страну. Но в 50 и 48 годах до н. э., во время правления Юлием Цезарем Галлией и Иллирией, далмтинцы последовательно уничтожили две римские армии, и лишь в 23 году до н. э., при императоре Октавиане Августе, римский полководец Статилий-Тавр окончательно подчинил южную Иллирию.
В 6 году до н. э. далматинцы приняли участие в восстании паннонцев. Понадобилось три года, чтобы Далмация и Паннония были окончательно усмирены.
При разделении Римской империи в 395 году Далмация отошла к восточной части, a в 489 году вошла в состав остготского королевства Теодориха Великого. После побед Велизария Далмация снова была присоединена к Византийской империи.

## Средние века
Новое завоевание Далмации Тотилой вернуло её остготам, но ненадолго, так как поражение последних Нарзесом вернуло Далмацию Византии.
В VI веке Далмацию заняли авары, готы и герулы, за которыми туда проникли славяне.
В X веке появились венецианцы и овладели многими прибрежными городами и островами. В 1124 году венецианский дож Доминико Миниели нанес поражение соединённой венгро-далматинской армии Коломана и подчинил всю Далмацию.

## Новое время
После падения Венецианской республики в 1797 году Австрия получила Далмацию, но в 1805 году уступила её Наполеону, включившему эту область в состав вновь образованного Иллирийского королевства, и в феврале 1806 года французы заняли её без сопротивления.
В 1815 году Далмация отошла к Австрии. В 1869 году попытка австрийского правительства ввести в Далмации всеобщую воинскую повинность и обезоружить население вызвала восстание в Котторском округе и Кривошии. Генерал Ауэрсперг, пытавшийся жесткими мерами подавить мятеж, был разбит при Драгальском блокгаузе, и только его преемнику, генералу Родичу, путем уступок удалось восстановить порядок.